# 凱瑟琳·諾伊普恩
凱瑟琳·諾伊普恩（羅馬化：Kessarin Noiphueng，1999年12月24日—），小名Pupe，為泰國第7電視台的女演員及模特。因與蘇拉薩·蘇萬納翁主演翻拍民俗劇《金螺》而聞名。

## 生平
Pupe於1999年12月24日出生於泰國素林府。畢業於Saipanyarangsit School與蘭實大學傳播藝術學院。

## 演藝經歷
2013年，Pupe透過青少年模特選拔競賽"Young Model 2013"進入演藝圈。在正式出道前Pupe已於7台演出兩部電視劇，包括2007年的《ลูกระนาด》與2009年的《虎之梨伽》，皆在劇中飾演女主角的童年時期。
後來，她參加2013年的泰國超模大賽，從戲劇製作人Pairuch Sungvaributr那裡得到了演出機會，於Ja Ting Ja TV演出她的首部電視劇。之後與製片公司Samsearn簽約成為旗下藝人，直到合約到期，於2017年簽約泰國第7電視台。
2018年，Pupe主演了翻拍民俗劇《金螺》與愛情劇《後院小姐》（又譯作小屋少女），累積了大量知名度。
2019年，在古裝劇《情火》首次與帕他勒彭·德浦沃拉儂合作，在劇中飾演“Baibua”。此外，在民俗戲劇“十二公主”中飾演第12個孩子“Pao”。
2020年，主演翻拍熱播劇《愛在百林》，首次與克里塔利特·布帕洛姆合作，於劇中飾演“Thanitta”。
2021年，與亞提·唐威邦帕尼特一同出演戲劇《權杖》。同年，二搭帕他勒彭·德浦沃拉儂主演懸疑愛情劇《迷心愛痕》，首度挑戰一人分飾兩角。
2022年，她再次回歸演出民俗劇《碧坤通公主》，還有一部與米克·通拉亞和塔薩尼婭·甘宋曼盧 一起主演的電視劇維瑪拉的圈套，該劇為電視劇情鏈的續集。
2023年，與甘塔彭·布姆讓拉合作武打劇《叢林之火》，目前待播出的作品有《最終盜劫》，與查納鵬·薩達亞合作。該劇從定裝照釋出，就已經讓粉絲們激動不已，迫不及待看到兩人的新火花。

## 影視作品

### 電視劇
| 首播年份 | 戲名             | 戲名               | 播放平台      | 角色                       | 備註              |
| 首播年份 | 譯名             | 原文名             | 播放平台      | 角色                       | 備註              |
| 2007年   | 《Luk Ranad》    |                    | Channel 7     | Chaba                      | 特別出演 （童年） |
| 2009年   | 《虎之梨伽2009》 |                    | Channel 7     | Inthira Amarin             | 特別出演 （童年） |
| 2015年   | 未知             |                    | Ja Ting Ja TV | Chanida （Nu Lek）         | 主演              |
| 2016年   | 未知             |                    | Ja Ting Ja TV | Namtang                    | 主演              |
| 2016年   | 《Si Yod Kuman》 |                    | Ch7HD         | Petcharad                  | 主演              |
| 2018年   | 《金螺2018》     |                    | Ch7HD         | Rotjana                    | 主演              |
| 2018年   | 《後院小姐》     |                    | Ch7HD         | Patsa （Daya）             | 主演              |
| 2019年   | 《十二公主》     |                    | Ch7HD         | Pao                        | 主演              |
| 2019年   | 《情火》         |                    | Ch7HD         | Baibua （Bua）             | 主演              |
| 2020年   | 《愛在百林》     |                    | Ch7HD         | Thanitta Kittiwong （Pew） | 主演              |
| 2021年   | 《權杖》         |                    | Ch7HD         | Sirinda（現代）            | 主演              |
| 2021年   | 《權杖》         | Bua Sawan（前世）  | Ch7HD         |                            | 主演              |
| 2021年   | 《迷心愛痕》     |                    | Ch7HD         | Getusa（孿生姊姊）         | 主演              |
| 2021年   | 《迷心愛痕》     | Getapa（孿生妹妹） | Ch7HD         |                            | 主演              |
| 2022年   | 《碧坤通公主》   |                    | Ch7HD         | Phikun Thong               | 主演              |
| 2022年   | 《維瑪拉的圈套》 |                    | Ch7HD         | Wimala （Wi／Nampueng）    | 主演              |
| 2023年   | 《叢林之火》     |                    | Ch7HD         | Pim                        | 主演              |
| 2024年   | 《最終盜劫》     |                    | Ch7HD         | Olive                      | 主演              |
| 2024年   | 《最終盜劫》     | Leelawadee         | Ch7HD         |                            | 主演              |
| 2024年   | 《玩火玫瑰2024》 |                    | Ch7HD         | Parita Napharat （Aom）    | 主演              |

## 獎項與提名
| 年份   | 組織                | 獎項       | 提名作品／人物  | 結果 | 來源   |
| 2023年 | Maya TV Awards 2023 | 年度女新人 | 凱瑟琳·諾伊普恩 | 提名 | [ 12 ] |

## 外部連結
- 凱瑟琳·諾伊普恩於Channel 7的簡介 （页面存档备份，存于）（泰文）
- 凱瑟琳·諾伊普恩的Instagram帳戶 （泰文）
- 凱瑟琳·諾伊普恩的X（前Twitter） （泰文）